# Peter Kofod (aktivist)
 Der er flere personer med dette navn, se Peter Kofod.
Peter Emdal Kofod (født 28. maj 1979 på Odense Sygehus) er en dansk skribent, internetaktivist og foredragsholder. Han har engageret sig i debatten om masseovervågning og menneskerettigheder. Han har skrevet for bl.a. Dagbladet Arbejderen, DenFri, The Guardian, m.fl. I februar 2014 var han den fjerde person nogensinde til at interviewe whistleblower Edward Snowden.
I 2003 var Peter Kofod fredsbevarende human shield under Irakkrigen i to og en halv måned. Samme år var han med til at stifte foreningen Grundlovskomiteen 2003 vedr. Irak-krigen, der i 2005 anlagde en retssag mod daværende statsminister Anders Fogh Rasmussen for grundlovsbrud i forbindelse med Irak-krigen.
Kofod er medstifter af whistlerblowerorganisationen Veron, sammen med bl.a. Anders Kærgaard og Frank Grevil og Foreningen Imod Ulovlig Logning, som har anlagt sag mod justitsministeriet over masseindsamlingen af danskernes telefondata, hvilket EU-domstolen ved flere lejligheder har erklæret ulovligt.
Peter Kofod har påbegyndt men ikke færdiggjort uddannelserne til både statskundskab og medievidenskab.
Privat er Peter Kofod gift med Lykke Sand Jørgensen, og er desuden bassist i bandene Hjemme Hos Lau og Dark & Dear.

## Priser
I 2015 blev Peter Kofod nomineret til en Dona-pris, og i januar 2018 modtog han prisen Årets Sveske for hans dækning af regeringens indblanding i overenskomstforhandlingerne i 2013.